# Штефенештій-де-Жос
Штефенештій-де-Жос (рум. Ștefăneștii de Jos) — село у повіті Ілфов в Румунії. Адміністративний центр комуни Штефенештій-де-Жос.
Село розташоване на відстані 13 км на північний схід від Бухареста, 133 км на південь від Брашова.

## Населення
За даними перепису населення 2002 року у селі проживали 2428 осіб.
Національний склад населення села:
| Національність | Кількість осіб | Відсоток |
| -------------- | -------------- | -------- |
| румуни         | 1501           | 61,8%    |
| цигани         | 925            | 38,1%    |

Рідною мовою назвали:
| Мова      | Кількість осіб | Відсоток |
| --------- | -------------- | -------- |
| румунська | 2412           | 99,3%    |
| циганська | 14             | 0,6%     |